# Archaeplastida
Die Archaeplastida sind ein Taxon, das als super-group zu den Diaphoretickes, einer Klade der Eukaryoten (Lebewesen mit Zellkern) gestellt wird.
Zu ihnen gehören die Glaucophyta, die Rhodophyceae (Rotalgen) und die Chloroplastida mit den Embryophyta (Landpflanzen).

## Merkmale
Die Archaeplastida besitzen photosynthetisch aktive Plastiden mit Chlorophyll a als Hauptfarbstoff. Die Plastiden stammen von einer primären Endosymbiose mit einem Cyanobakterium. Die Plastiden können in manchen Gruppen sekundär verloren gegangen oder reduziert sein. Meist besitzen sie eine Zellwand aus Zellulose. Die Cristae der Mitochondrien sind flach. Als Speicher-Kohlenhydrat dient Stärke.

## Systematik
Die Gruppe wurde 2005 durch eine Gruppe um Sina Adl beschrieben. Die Archaeplastida sind das Schwestertaxon der Cryptista bzw. Pancryptista, und mit Haptista und Sar gemeinsam bilden sie die Diaphoretickes. Die Archaeplastida werden in drei Gruppen gegliedert:
- Glaucophyta
- Rotalgen (Rhodophyceae)
- Chloroplastida, wichtigste Gruppe hier:
  - Embryophyta (Landpflanzen)

2019 wurde eine vierte Basisgruppe entdeckt – die Rhodelphidia. Beide beschriebenen Spezies sind einzellige, begeißelte Prädatoren, die die Photosynthesefähigkeit verloren haben. Auch die 2013 entdeckten Picozoa sind den phylogenetischen Analysen nach eine innere Gruppe von Archaeplastida. Beide Gruppen bilden höchstwahrscheinlich mit den Rotalgen eine Klade, die von Thomas Cavalier-Smith Rhodaria genannt wurde.

## Nachweise
1. 1 2 3 4  
Sina M. Adl, David Bass, Christopher E. Lane, Julius Lukeš, Conrad L. Schoch, Alexey Smirnov, Sabine Agatha, Cedric Berney, Matthew W. Brown, Fabien Burki, Paco Cárdenas, Ivan Čepička, Lyudmila Chistyakova, Javier del Campo, Micah Dunthorn, Bente Edvardsen, Yana Eglit, Laure Guillou, Vladimír Hampl, Aaron A. Heiss, Mona Hoppenrath, Timothy Y. James, Anna Karnkowska, Sergey Karpov, Eunsoo Kim, Martin Kolisko, Alexander Kudryavtsev, Daniel J.G. Lahr, Enrique Lara, Line Le Gall, Denis H. Lynn, David G. Mann, Ramon Massana, Edward A.D. Mitchell, Christine Morrow, Jong Soo Park, Jan W. Pawlowski, Martha J. Powell, Daniel J. Richter, Sonja Rueckert, Lora Shadwick, Satoshi Shimano, Frederick W. Spiegel, Guifré Torruella, Noha Youssef, Vasily Zlatogursky, Qianqian Zhang: Revisions to the Classification, Nomenclature, and Diversity of Eukaryotes. Journal of Eukaryotic Microbiology, 66: 4-119, 2019, Online, PDF, PMID 30257078, PMC 6492006 (freier Volltext)
2. 1 2  Schön et al., Single cell genomics reveals plastid-lacking Picozoa are close relatives of red algae, 2021.
3. 1 2  Yazaki et al., The closest lineage of Archaeplastida is revealed by phylogenomics analyses that include Microheliella maris, 2022.
4. ↑  Ryan M. R. Gawryluk, Denis V. Tikhonenkov, Elisabeth Hehenberger, Filip Husnik, Alexander P. Mylnikov, Patrick J. Keeling: Non-photosynthetic predators are sister to red algae. Nature 572(7768): 240–243 (2019); doi:10.1038/s41586-019-1398-6; PMID 31316212
5. ↑  Schön et al., Picozoa are archaeplastids without plastid, April 2021.
6. 1 2  Thomas Cavalier-Smith, Ciliary transition zone evolution and the root of the eukaryote tree: implications for opisthokont origin and classification of kingdoms Protozoa, Plantae, and Fungi, 2022, PMID 34940909, PMC 9010356 (freier Volltext)